# Cecilioides clessini
Cecilioides clessini is een slakkensoort uit de familie van de Ferussaciidae. De wetenschappelijke naam van de soort is voor het eerst geldig gepubliceerd in 1886 door Maltzan.